# 蒙自道
蒙自道（もうじ-どう）は中華民国北京政府により設置された雲南省の道。

## 沿革
1913年（民国2年）2月25日、臨開広道として設置、観察使は蒙自県に駐在した。下部に蒙自、建水、通海、河西、嶍峨、石屏、阿迷、黎県、箇旧、文山、馬関、広南、富州、瀘西、弥勒、師宗、丘北の17県を管轄した。1914年（民国3年）5月23日に蒙自道と改称。観察使は道尹と改められた。1927年（民国16年）に廃止されている。

## 行政区画
廃止直前下部の40県を管轄した。（50音順）
- 阿迷県
- 河西県
- 丘北県
- 建水県
- 広南県
- 箇旧県
- 師宗県
- 嶍峨県
- 石屏県
- 通海県
- 馬関県
- 富州県
- 文山県
- 弥勒県
- 蒙自県
- 黎県
- 瀘西県